# انجمن روابط فرهنگی آلمان در خارج از کشور

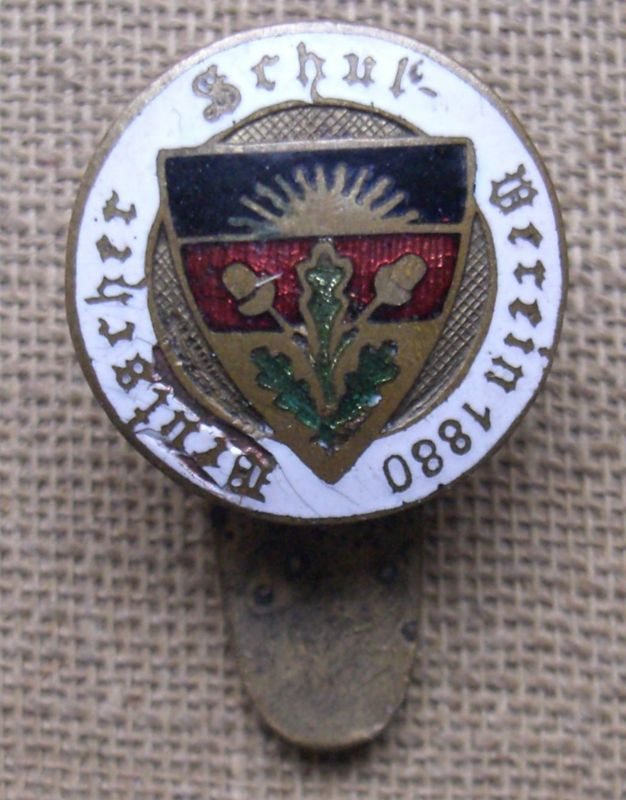
A DSV (Deutscher Schulverein) 1880 badge

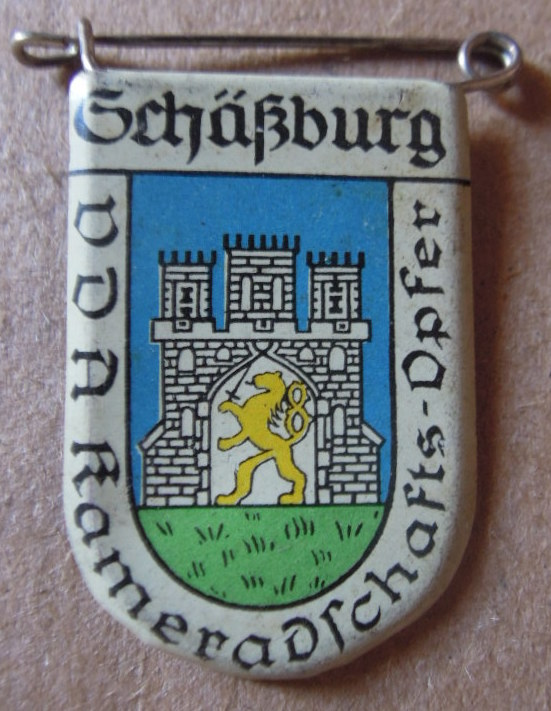
VDA Schäßburg metal donation badge, 1 of 58 distributed from 1934-1939

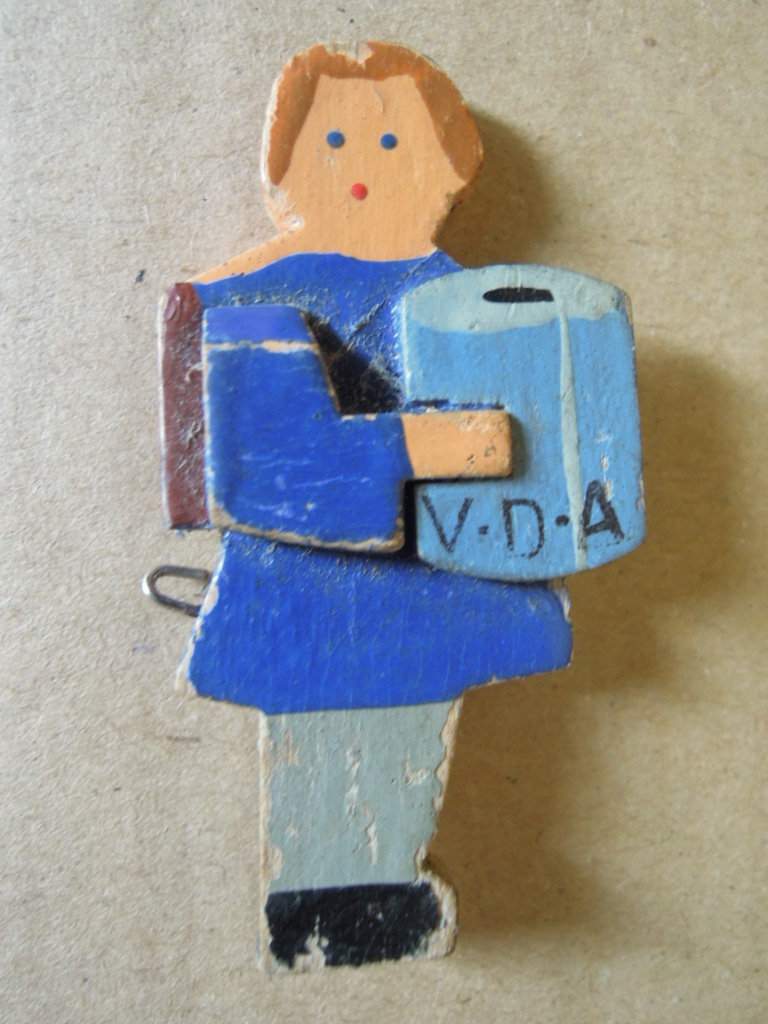
VDA Mädchen wooden donation badge, 1 of 6 distributed on 9 آوریل ۱۹۳۵

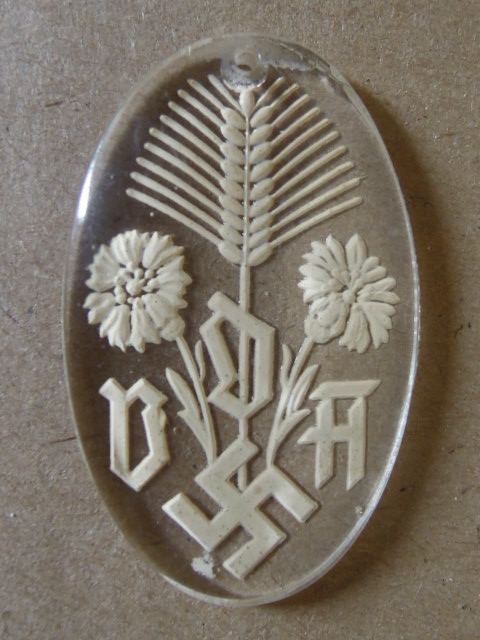
VDA Kornblume glass donation badge, 1 of 7 distributed on 24/25.6.1939

انجمن روابط فرهنگی آلمان در خارج از کشور e. V. (VDA) یک سازمان فرهنگی در آلمان است. این انجمن خود را میانجی فرهنگی و پیوندی بین آلمانی‌های ساکن در سراسر جهان، که با آنها ارتباطات زیادی دارد، و سرزمین مادری آلمان می‌بیند. VDA وظیفه خود را ترویج زبان و فرهنگ آلمانی در خارج از کشور با حمایت از مبادلات فشرده جوانان، موسسات آلمانی خارج از کشور مانند. ترویج مدارس و مهدکودک‌ها و نیز رسانه‌ها و نشریات خارجی آلمانی. این باشگاه تاریخچه ای طولانی دارد و تغییرات نام زیادی در پشت آن وجود دارد. در سال ۱۸۸۱ به عنوان انجمن عمومی مدارس آلمان برای حفظ فرهنگ آلمان در خارج از کشور تأسیس شد، در سال ۱۹۰۸ به انجمن فرهنگ آلمان در خارج از کشور، Schulverein e تغییر نام داد سپس دوباره در سال ۱۹۳۳ به Volksbund für das Deutschtum im Ausland تغییر نام داد. پس از جنگ جهانی دوم، این سازمان از سال ۱۹۵۵ با نام انجمن فرهنگ آلمان در خارج از کشور فعال بود، در سال ۱۹۷۰ به VDA - انجمن روابط فرهنگی آلمان در خارج از کشور تغییر نام داد و سرانجام از سال ۱۹۹۸ با نام فعلی انجمن روابط فرهنگی آلمان در خارج از کشور فعال شد.
انجمن آخرین بار دفتر خود را در Sankt Augustin - Hangelar, در بهار ۲۰۱۹ انجمن ورشکسته بود و فعالیت خود را متوقف کرد، از آن زمان دفتر بسته شده‌است و صفحه اصلی انجمن دیگر در دسترس نیست.

## تاریخچه

### ۱۸۸۱: انجمن عمومی مدارس آلمان
تاریخ تأسیس پانزدهم است اوت ۱۸۸۱، زمانی که گروه محلی برلین انجمن مدرسه آلمان در وین در سال ۱۸۸۰ تأسیس شد، تصمیم گرفت حدود ۵۰ انجمن مستقل حامی آلمان رایش را در «انجمن عمومی مدارس آلمان» متمرکز کند. برخلاف انجمن مدارس آلمان، "Allgemeine Deutsche Schulverein" نمی‌خواست فعالیت‌های خود را به کشورهای سلطنت اتریش-مجارستان محدود کند، بلکه می‌خواست یک سازمان حفاظتی برای آلمانی‌ها در سراسر جهان تشکیل دهد. چهار سال پس از تأسیس - در پایان سال ۱۸۸۵ - در مجموع ۱۲۰۰۰ عضو «انجمن عمومی مدارس آلمان» در رایش آلمان وجود داشت که در ۱۴۰ گروه محلی سازماندهی شده بودند. در سال ۱۹۲۳، ۱۳ انجمن ایالتی و ۶۰۰ گروه محلی با بیش از ۳۶۰۰۰۰ عضو، و همچنین ۷۰۰ گروه مدرسه وجود داشت.
مطابق با اساسنامه تأسیس، هدف انجمن حمایت از آلمانی‌های خارج از کشور مادر بود، «... برای حفظ آلمانی بودن و حمایت از آنها در تلاش برای آلمانی ماندن یا آلمانی شدن دوباره.» این امر از طریق تأسیس و نگهداری مدارس، مهدکودک‌ها و کتابخانه‌های آلمانی در خارج از کشور اتفاق افتاد. برای دانشجویان بورسیه تحصیلی در آلمان وجود داشت. برای این منظور لابی گری، مطبوعات و روابط عمومی در آلمان انجام شد و جمع‌آوری کمک مالی سازماندهی شد. مطابق با هدف انجمن، انجمن عمدتاً متشکل از معلمان و دانش آموزان و همچنین شخصیت‌های شناخته شده‌ای مانند مورخان تئودور مومسن و هاینریش فون تریتچکه بود.

### ۱۹۰۸: انجمن آلمانی بودن در خارج از کشور، انجمن مدرسه

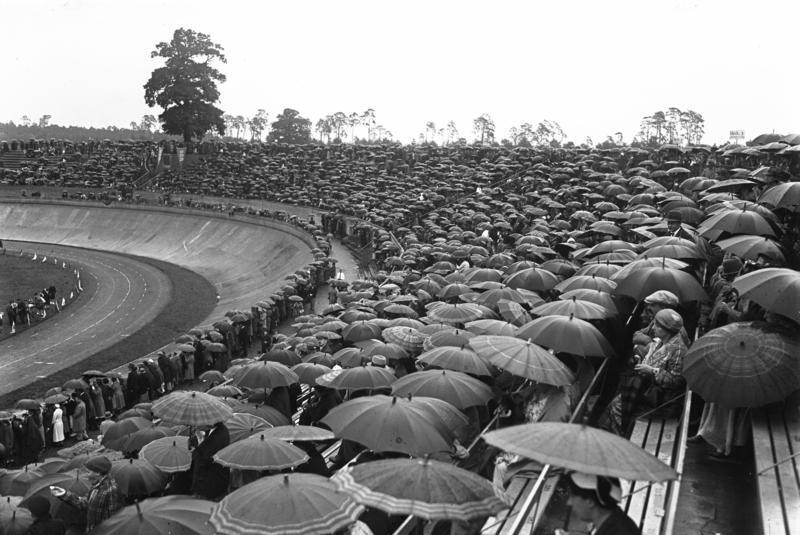
برلین ۱۹۳۲، جشن مدرسه آلمانی. "انجمن فرهنگ آلمان در خارج از کشور جشنواره بزرگی را در مدرسه آلمانی ترتیب داد که در آن بیش از ۲۰۰۰۰ دانش آموز شرکت کردند."

پس از پایان جنگ جهانی اول و تغییرات سیاسی در قلمرو و جابجایی جمعیت در نتیجه معاهده ورسای و پیمان سن ژرمن، VDA محافظه‌کار-ملی‌گرا که قبلاً به «انجمن آلمان‌های خارج از کشور» تغییر نام داده بود. در سال ۱۹۰۸، با حمایت مالی وزارت امور خارجه برای تلاش‌های تجدیدنظر در دهه ۱۹۲۰ و با تمام امکانات برای مبارزه برای حفظ «آلمانی در خارج از کشور» در حلقه جنبش ملی ارتجاعی آلمان نشست. هنوز هم فارغ از اصل «نژاد»، VDA از تمام آلمانی‌هایی که خارج از مرزهای رایش زندگی می‌کردند و منافع ملی آنها مراقبت می‌کرد و در این مدت حدود ۲٫۵ میلیون عضو به دست آورد.
در سال ۱۹۲۱، انجمن مدرسه آلمانی اتریش در وین به «انجمن آلمانی بودن در خارج از کشور» به عنوان انجمن منطقه ای اتریش پیوست.

### 1933: Volksbund برای آلمانی بودن در خارج از کشور
تاریخچه انجمن روابط فرهنگی آلمان در خارج از کشور در دوران ناسیونال سوسیالیسم بحث‌برانگیز است. تامو لوتر تفاوت‌های جدی بین سیاست ملی‌گرایی «سنتی گرایانه» VDA و سیاست ناسیونالیسم ناسیونال سوسیالیستی را شناسایی می‌کند. اگرچه VDA همچنین نگران بازنگری مرزها پس از معاهده ورسای بود، اما در مورد تسخیر فضای زندگی در شرق نبود. انجمن همچنین از هیچ نظریه نژادی پیروی نکرد و مایل نبود که منافع آلمان در خارج از کشور را تابع محاسبات سیاست قدرت کند.
در آوریل ۱۹۳۳، انجمن هانس اشتایناچر را به ریاست برگزید. به گفته لوتر، اعضای VDA، اشتایناچر را مرد مناسبی می‌دانستند که «از انجمن در برابر مداخلات بیش از حد NSDAP محافظت می‌کند و استقلال را حفظ می‌کند.» اشتایناچر، که شایستگی خود را در مبارزات دفاعی کارینت ثابت کرده بود، به «رایشفورر» VDA تبدیل شد، که اکنون به Volksbund der Deutschen Abroad تغییر نام داده‌است، که او بر اساس اصل رهبر سازماندهی می‌کند. با تقویت بخش خارجی NSDAP تحت رهبری ارنست ویلهلم بوهل، انجمن خود را در موقعیت رقابتی برای نمایندگی منافع آلمانی‌های مقیم خارج یافت. در ژوئیه ۱۹۳۵، رودولف هس تصریح کرد که VDA، علاوه بر موش صحرایی Volksdeutscher که در سال ۱۹۳۳ تحت رهبری کارل هاوشوفر تأسیس شد، باید مراقب «آلمانی‌های قومی» در اروپا و ایالات متحده باشد، NSDAP/AO باید مراقب «رایش دویچه» در خارج از کشور باشد. و «ژرمن‌های قومی» در خارج از کشور. در اواسط اکتبر ۱۹۳۵، هس یک دفتر مرکزی برای هماهنگی سیاست قومی زیر نظر اتو فون کورسل، که در ۱ ژانویه ۱۹۳۵ درگذشت، تأسیس کرد. فوریه ۱۹۳۷ پس از مداخله هاینریش هیملر توسط ورنر لورنز جایگزین شد. این نقطه ای در نظر گرفته می‌شود که در آن SS کنترل سیاست‌های Volkstums نازی را در دست گرفت.
از سوی دیگر، مورخان دیگر، اهداف و ریشه‌های مشترک «سنت گرایان» و ناسیونال سوسیالیست‌ها را در ناسیونالیسم قومی بررسی کرده‌اند. الکسا استیل در بررسی مطالعه لوتر می‌گوید: «اگر سازمانی مانند انجمن به عنوان مخالف ناسیونال سوسیالیست‌ها به تصویر کشیده شود و این تصور ایجاد شود که انجمن نوعی «مخالف» با NS است. برای آشکار ساختن ساختارهای سیاست قومی در سالهای اولیه ناسیونال سوسیالیسم چندان مناسب نیست و علاوه بر این، اشتباه است. در عوض، انجمن در اوایل به ایدئولوژی نازی نزدیک شد، که قبلاً توسط ناظران معاصر بیان شده‌است.
مدتها قبل از «آنشلوس اتریش»، اشتایناچر این واقعیت را پنهان نمی‌کرد که به‌طور کلی از آن و سوسیالیسم ملی حمایت می‌کرد. در اوایل سال ۱۹۳۳ او مؤسسه خارجی آلمان DAI را در اشتوتگارت ایجاد کرد. از سال ۱۹۳۵ انجمن از NSDAP اتریش حمایت مالی کرد. اشتایناچر استراتژی انجمن را به عنوان یک انجمن مردمی تعریف کرد، "که به عنوان یک سازمان غیردولتی، همچنین قادر است از برادران مردم خود دفاع کند، جایی که [حزب] به دلایل سیاسی نمی‌تواند این کار را انجام دهد. . علاوه بر این، رهبران انجمن بدون شک ناسیونال سوسیالیست روح هستند و نه فقط حزب، و بالاخره عضو واقعی انجمن یک ناسیونال سوسیالیست واقعی است…». از سوی دیگر، اصطکاک‌هایی با سیاست نازی‌ها در سیاست تیرول جنوبی وجود داشت، زیرا اشتایناچر طرفدار گزینه در تیرول جنوبی نبود.
در طول دهه ۱۹۳۰، انجمن از خودمختاران آلزاسی حمایت کرد، به عنوان مثال با اعطای وام بدون بهره به فردریش اسپایزر برای خرید Hüneburg که قرار بود به «سنگ آلمانی» تبدیل شود. در سال ۱۹۳۷، هرمان بیکلر توسط مرجع غربی فولکس‌باند، کارل پوچل، در مبارزات قدرت داخلی در جنبش خودمختار آلزاس حمایت شد.

### ۱۹۳۸: انطباق و تبعیت از "Volksdeutsche Mittelstelle"
هنگامی که لورنز به قدرت رسید، دفتر مرکزی سابق به Volksdeutsche Mittelstelle اس اس تبدیل شد که مسئولیت تمام گروه‌های قومی خارج از کشور را بر عهده گرفت. اکتبر ۱۹۳۷ در مرخصی، احتمالاً به این دلیل که در مورد ادعاهای ایتالیا در مورد تیرول جنوبی سازش‌ناپذیر باقی ماند. هاوشوفر رهبری Volksbund را بر عهده گرفت و VoMi کار او را بر عهده گرفت. کمک‌های مالی برای مدارس، تئاترها و کارهای سیاسی از طریق انجمن به گروه‌های قومی آلمانی در خارج از کشور سرازیر شده بود. اکنون حمایت مالی رایش به سازمان‌های ناسیونال سوسیالیست آلمانی‌های مقیم خارج می‌رسد. در نتیجه این فشار مالی، گروه‌های قومی استقلال خود را از دست دادند و به دفاتر رایش آلمان NSDAP وابسته شدند.
پس از جنگ جهانی دوم، هر دو Volksbund و Mittelstelle به عنوان سازمان‌های نازی توسط متفقین در قانون شماره ۲ شورای کنترل ممنوع شدند. در سال ۱۹۵۵ با نام قدیمی «انجمن آلمانی‌های خارج از کشور» مجدداً تأسیس شد. آغازگر شروع جدید شامل آ. نخست‌وزیر باواریا، ویلهلم هوگنر (SPD)، وزیر آموزش باواریا، آلویس هاندامر (CSU)، رئیس انجمن ایالتی DGB باواریا، ماکس وونر، صنعتگر رودلف رودنستوک و سایر شخصیت‌های عمومی. یکی از اولویت‌های فعالیت VDA همچنان حمایت از مدارس آلمانی خارج از کشور است.

### 1970: VDA - انجمن روابط فرهنگی آلمان در خارج از کشور
پس از اینکه انجمن آگاهانه از اواخر دهه ۱۹۷۰ و اوایل دهه ۱۹۸۰ وظایفی را بر عهده گرفت که مکمل مهمی برای سیاست فرهنگی خارجی دولت بود، مانند تشدید تبادلات جوانان با کشورهای غیر اروپایی و انتشار یک سرویس مطبوعاتی VDA برای حمایت از آلمان سخنرانی مطبوعات در خارج از کشور، «ونده» در پاییز ۱۹۸۹ و سقوط پرده آهنین شرایط چارچوب سیاسی جدیدی را برای کار انجمن ایجاد کرد. در اروپای شرقی به نمایندگی از دولت فدرال تحت رهبری CDU، که به ویژه نگران حفظ آلمانی‌ها از روسیه در مناطق اسکان آنها بود، VDA هماهنگی پروژه‌های مالی گسترده را بر عهده گرفت.
پس از سال ۱۹۸۹، کار انجمن نه تنها بر آلمانی‌ها در اتحاد جماهیر شوروی و کشورهای مستقل مشترک المنافع متمرکز شد، بلکه اقلیت‌های آلمانی در کشورهای اروپای مرکزی، شرقی و جنوب شرقی را نیز دربر گرفت.

### ۱۹۹۸: انجمن روابط فرهنگی آلمان در خارج از کشور (VDA)
امروزه VDA نام «انجمن روابط فرهنگی آلمان در خارج از کشور» را یدک می‌کشد و خود را «پلی زنده بین میهن آلمانی و تقریباً ۱۴ میلیون آلمانی می‌بیند.». او مجله گلوبوس را منتشر می‌کند که به صورت فصلی منتشر می‌شود و اطلاعاتی در مورد کار انجمن ارائه می‌دهد.
در آغاز سال ۲۰۱۹ انتشار مجله متوقف شد و دفتر به دلیل بدهی‌های انباشته در محدوده شش رقمی بسته شد، زیرا دولت فدرال از سال ۱۹۹۸ یارانه‌های فدرال به وزارت خارجه فدرال را متوقف کرد. در پایان مارس ۲۰۱۹، هیئت مدیره درخواست ورشکستگی داد، که در ابتدا توسط دادگاه ناحیه بن به دلیل اشتباهات رسمی رد شد. با ۳۰ ام در ۱ ژوئن ۲۰۱۹، انجمن فعالیت خود را در سطح فدرال متوقف کرد.

## هیئت فدرال
وضعیت 1/2011
- هارتموت کوشیک، نماینده بوندستاگ، رئیس
- ولفگانگ بتز، معاون رئیس هیئت مدیره
- گرهارد لندگراف، شهردار، معاون رئیس هیئت مدیره
- توماس دارسو
- هلموت گراف
- تامو لوتر
- گرهارد مولر

## رئیس هیئت مدیره
- پیتر ایور یوهانسن

قائم مقام
- هارتموت فروشله
- رولف ساورزاپف

## انتشارات انجمن
از سال ۱۹۰۹ تا ۱۹۱۹، انجمن فرهنگ آلمان در خارج از کشور نشریه فصلی Das Deutschtum im Ausland را منتشر کرد. هفته نامه Der Osten بین سال‌های ۱۹۱۵ و ۱۹۱۷ و ماهنامه دویچه ولت از ۱۹۲۴ تا ۱۹۳۳ منتشر می‌شد.
از سال ۲۰۰۰، انجمن روابط فرهنگی آلمان در خارج از کشور مجله گلوبوس را منتشر می‌کند که عمدتاً به مسائل جوامع آلمانی زبان خارج از کشور می‌پردازد. گلوبوس به صورت فصلی با تیراژ ۸۰۰۰ نسخه منتشر می‌شود که بخش بزرگی از آن به باشگاه‌ها و انجمن‌های آلمانی، مدارس آلمانی، جوامع کلیسا، مؤسسات فرهنگی، نمایندگی‌های تجاری و نمایندگی‌های دیپلماتیک و همچنین به بیش از ۴۰۰ سردبیر نشریات آلمانی زبان می‌رسد.

## متن‌ها
- فردریش کارل بادندیک: مردم در میان مردم - در مورد تاریخچه حفاظت از مردم آلمان. ۲. نسخه خود منتشر شده، بن ۱۹۷۹.
- Grant W. Grams: مهاجرت آلمانی‌ها به کانادا و حمایت از Deutschtum آن در طول جمهوری وایمار - نقش مؤسسه Deutsches Auslands , Verein für das Deutschtum im Ausland و سازمان‌های آلمانی-کانادایی، ناشران پیتر لانگ، فرانکفورت آم ماین، ۲۰۰۱.
- رودولف لوتر: "آبی یا قهوه ای؟ Volksbund برای آلمانی بودن در خارج از کشور VDA در دولت نازی 1933-1937. Wachholtz, Neumünster 1999, ISBN 3-529-02099-0 (همچنین: کیل، دانشگاه، پایان‌نامه کارشناسی ارشد، ۱۹۹۷).
- Tammo Luther: Volkstumspolitik des Deutschen Reichs 1933-1938. آلمانی‌های خارج از کشور در زمینه تنش بین سنت گرایان و ناسیونال سوسیالیست‌ها (= گزارش‌های تاریخی. ضمیمه 55). Franz Steiner Verlag, Stuttgart 2004, ISBN 3-515-08535-1.
- استفان رینکه: "آخرین قاره آزاد". سیاست آمریکای لاتین آلمان در زمینه روابط فراملی، ۱۹۱۸–۱۹۳۳ (= Historamericana. جلد ۱). نوار 2. Hans-Dieter Heinz, Stuttgart 1996, ISBN 3-88099-670-9 (همچنین: Eichstätt، دانشگاه کاتولیک، پایان‌نامه، ۱۹۹۵).
- مارک زیرلواگن (ویرایش): "ما می‌خواهیم آلمانی باشیم، یک ملت متحد برادر! انجمن‌های دانشجویان آلمانی خارج از کشور ۱۹۱۸–۱۹۳۳. مجموعه متن و منبع شامل وقایع نگاری VADst Marburg 1919-1934. خود منتشر شده، Wehrheim-Pfaffenwiesbach 2013، ISBN 978-3-939413-25-7.

## لینک‌های وب
- سایت رسمی
- Frühe Dokumente und Zeitungsartikel zum Verein für das Deutschtum im Ausland